# آخرین گناه
آخرین گناه مجموعه تلویزیونی است که در ماه رمضان سال ۱۳۸۵ از شبکه دو پخش شد. کارگردان این مجموعه حسین سهیلی زاده بود و موضوع آن حول محور چشم برزخی می‌گردد.Edit

## بازیگران
- جمشید مشایخی در نقش استاد اکرمی
- حمیدرضا پگاه در نقش دکتر فرهاد مودت
- مینا لاکانی در نقش رویا اکرمی
- منوچهر آذر در نقش حاج عبدالله صدوق
- لیلا اوتادی در نقش آوا صدوق
- علی دهکردی در نقش احمد صدوق
- اشکان خطیبی در نقش بهروز پناهی
- محمد عمرانی در نقش فخار
- آتیلا پسیانی در نقش سرگرد فرازمند
- فرهاد حیدری در نقش ملکی
- مرتضی کاظمی در نقش عزتی
- مهدی فقیه در نقش مش رحیم
- آرش مجیدی در نقش بهرام
- ندا مقصودی در نقش ندا
- احمد ساعتچیان در نقش دکتر سامان

## داستان
موضوع داستان بدین ترتیب است که دکتر اکرمی، که فردی وارسته و با ایمان است قبل از مرگش وصیت می‌کند که قرنیه چشمش به عبدالله صدوق که او نیز فرد متدینی است برسد. اما رؤیا دختر دکتر اکرمی با اصرار فراوان چشم پدر را به چشم نامزدش دکتر مودت که او نیز مشکل بینایی دارد پیوند می‌زند. بتدریج مودت چیزهای عجیب و غریبی می‌بیند. اولین بار روح پیرمردی را می‌بیند که از بدنش جدا شده و در دفعات بعدی افراد گناهکار را در آتش مشاهده می‌کند. در واقع هر کسی را که می‌بیند او را با تجسم اعمالش مشاهده می‌کند. او تصمیم می‌گیرد که افراد گناه‌کار را به قتل برساند، اما با رهنمودهای روحانی محل متوجه می‌شود که این کار اشتباه است. نهایتاً رؤیا اکرمی پس از گناهان بسیار در حالی که قصد کشتن مودت را دارد، می‌میرد و مودت او را در میان آتش دوزخ مشاهده می‌کند. این آخرین گناه رؤیا بود…